# Maxwell Holt
Maxwell Philip "Max" Holt (Cincinnati, 12 de março de 1987) é um jogador de voleibol norte-americano que atua na posição de central.

## Carreira

### Clubes
Holt se graduou em jornalismo pela Universidade Estadual da Pensilvânia, no estado da Pensilvânia. Pela sua universidade conquistou o título da NCAA da temporada 2007–08. Em 2009 se profissionalizou e se transferiu para a Itália para competir pelo Marmi Lanza Verona. Conquistou seu primeiro título em solo italiano com o Copra Elior Piacenza pela Copa Challenge.
Em 2013 transferiu-se para a Rússia para competir pelo Dynamo Moscow, onde conquistou o título da Copa CEV de 2014–15. No ano seguinte assinou contrato com o italiano Leo Shoes Modena por 3 anos, onde conquistou dois títulos da Supercopa Italiana: 2016 e 2018.
Ainda na primeira divisão italiana, Max defendeu as cores do Vero Volley Monza na temporada 2020–21. Já em julho de 2021, o central assinou contrato com o Gas Sales Bluenergy Piacenza, ainda na primeira divisão italiana. Ao término da temporada 2021–22, Holt se transferiu para o voleibol asiático pela primeira vez em sua carreira após assinar com o Beijing BAIC Motor, clube da primeira divisão chinesa. Com o novo clube, o central conquistou o título nacional na temporada 2022–23.

### Seleção
Holt ingressou a seleção adulta norte-americana em 2009. Seu primero pódio com a seleção adulta foi em 2011 pelo Campeonato NORCECA, onde conquistou a medalha de prata ao perder a final pra seleção cubana por 3 sets a 2. Conquistou a medalha de ouro na Liga Mundial em 2014 ao derrotar na final a equipe do Brasil. Em 2016 conquistou sua primeira medalha olímpica nos Jogos Olímpicos Rio 2016, ao derrotaram a seleção russa pela disputa da medalha de bronze. Conquistou seu primeiro título do Campeonato NORCECA em 2013.
Em 2019, conquistou o vice-campeonato da Liga das Nações de 2019, em Chicago. Em 2021, nos Jogos Olímpicos de Tóquio, ficou na décima colocação; a pior colocação da seleção norte-americana desde os Jogos Olímpicos de Sydney, onde obtiveram a décima primeira posição.

## Títulos
Piacenza
- Copa CEV: 2014–15

Dynamo Moscow
- Copa Challenge: 2012–13

Modena Volley
- Supercopa Italiana: 2016, 2018

Beijing Volley
- Campeonato Chinês: 2022–23

## Clubes
| Anos      | Clube                        |
| --------- | ---------------------------- |
| 2009–2010 | Marmi Lanza Verona           |
| 2011–2013 | Copra Elior Piacenza         |
| 2013–2016 | Dynamo Moscow                |
| 2016–2020 | Leo Shoes Modena             |
| 2020–2021 | Vero Volley Monza            |
| 2021–2022 | Gas Sales Bluenergy Piacenza |
| 2023–     | Beijing BAIC Motor           |

## Prêmios individuais
- 2006: Campeonato NORCECA Sub-21 – Melhor bloqueador
- 2011: Campeonato Italiano – Melhor central
- 2013: Copa dos Campeões – Melhor central
- 2015: Liga Mundial – Melhor central
- 2019: Liga das Nações – Melhor central
- 2019: Copa do Mundo – Melhor central